# وندرنس
وندرنس (به فرانسوی: Vendrennes) یک کمون در فرانسه است که در Canton of Herbiers واقع شده‌است.

## خصوصیات
وندرنس ۱۶٫۹۲ کیلومترمربع مساحت و ۱٬۳۵۳ نفر جمعیت دارد.